# Monstera barrieri
Monstera barrieri là một loài thực vật có hoa trong họ Ráy (Araceae). Loài này được Croat, Moonen & Poncy mô tả khoa học đầu tiên năm 2005.